# Окусири (посёлок)
Окуси́ри (яп. 奥尻町 Окусири-тё:) — посёлок в Японии, находящийся в уезде Окусири округа Хияма губернаторства Хоккайдо. Площадь посёлка составляет 142,98 км², население — 2947 человек (30 июня 2014), плотность населения — 20,61 чел./км².

## Географическое положение
Посёлок расположен на острове Окусири в губернаторстве Хоккайдо.

## Население
Население посёлка составляет 2947 человек (30 июня 2014), а плотность — 20,61 чел./км². Изменение численности населения с 1980 по 2005 годы:
| 1980 | 5490 чел. |  |
| 1985 | 5069 чел. |  |
| 1990 | 4604 чел. |  |
| 1995 | 4301 чел. |  |
| 2000 | 3921 чел. |  |
| 2005 | 3643 чел. |  |

## Символика
Деревом посёлка считается тис остроконечный, цветком — Rosa rugosa.